# Gálbulo

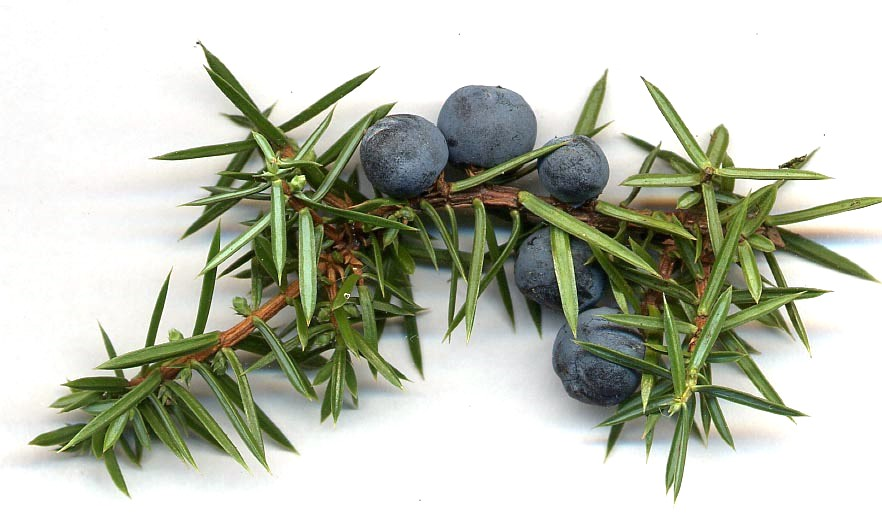
Gálbulos en una rama de Juniperus communis.

Un gálbulo es el estróbilo redondeado, carnoso e indehiscente (que no se abre cuando está maduro) que encierra varias semillas en su interior, en forma de cono corto, y de base redondeada; pseudofrutos, mal llamados bayas. Es propio de enebros (Juniperus communis) y sabinas (Juniperus thurifera) donde las semillas aparecen rodeadas por unas escamas que se vuelven carnosas y que incluso se pueden soldar encerrando a la semillas con apariencia de frutos carnosos.  Pero esta diferencia tan sólo se puede apreciar en los ejemplares femeninos porque ambos Juniperus son especies dioicas, con individuos que producen tan sólo conos femeninos e individuos con sólo conos masculinos.
Se necesita el ganado y diversas aves como factor de propagación de las semillas de sabina, los ácidos gástricos deshacen la cubierta carnosa del gálbulo lo que permite su posterior germinación.
De los frutos de Juniperus communis se obtiene la ginebra. Con ello se esperaba encontrar un medicamento como remedio para algunas enfermedades. Los holandeses en el siglo XVII lo consiguieron. De la fermentación de maíz, centeno, malta de cebada y otros granos se obtiene alcohol, que destilado con los gálbulos del enebro es la base para la fabricación de ginebra.
A este nuevo preparado lo llamaron Genievre («enebro», en francés). El producto rápidamente ganó popularidad.
Sobre los gálbulos  del araar (Tetraclinis articulata)-que en realidad no son tales, pero estróbilos dehiscentes por 4 escamas a modo de valvas-, ciertos insectos lepidópteros (Pseudococcyx tessulatana) depositan su puesta de huevos que permite nacer una nueva generación. Los gálbulos atacados no se abren y las orugas devoran las semillas.